# Revision (Medizin)
Revision bezeichnet in der Medizin die Wiederholung oder Erweiterung eines zuvor durchgeführten Eingriffs (Revisionsoperation). Der häufigste Grund für eine Revision ist der unzureichende Erfolg des vorangegangenen Eingriffs oder aufgetretene Komplikationen. Mit der Revision soll der ursprünglich angestrebte Behandlungserfolg oder zumindest eine Verbesserung des aktuellen Zustandes erreicht werden.

## Einzelnachweis
1. ↑  	Bühler M., e.a.: Septische postoperative Komplikationen, Springer, 2003, S. 63ff., ISBN 3211838112, hier online